# دهستان ذلقی شرقی
ذلقی شرقی، دهستانی است از توابع بخش زلقی شهرستان الیگودرز در استان لرستان ایران.

## جمعیت
براساس سرشماری سال ۱۳۸۵ جمعیت آن ۳٬۲۶۷ نفر (۵۵۲ خانوار) بوده‌است.